# 崇越科技
崇越科技股份有限公司（英語：TOPCO SCIENTIFIC Co., Ltd.），簡稱崇越科技（TSC），其總部台北市內湖區堤頂大道二段483號，位於台北市的內湖科學園區，主要廠房位於新竹、臺中、臺南等地區的科學園區，成立於1990年2月17日，與旗下子公司合稱時則稱做崇越集團，為台灣半導體公司。

## 簡史
1982年，張永然集資成立崇越貿易，開始代理日本信越化學的產品。
1990年2月17日，設立了崇越科技股份有限公司。
1995年，與信越化學合資成立信越光電股份有限公司、台灣信越半導體股份有限公司。
2000年5月24日，公司股票上櫃。
2003年8月25日，公司股票上市，轉投資寧波崇越科技有限公司、投資設立上海崇誠國際貿易有限公司。榮獲第十一屆經濟部產業科技發展獎。
2005年，投資設立崇智國際投資股份有限公司、崇盛投資股份有限公司、蘇州崇越工程有限公司。
2006年6月24日，內湖企業總部落成啟用。投資設立日本TOPCO SCIENTIFIC株式会社。
2007年，環工事業本部取得OHSAS 18001職業安全衛生管理系統認證。
2011年，成立崇越科技棒球隊。2014年更名為「崇越隼鷹隊」。
2012年，投資設立安永生活股份有限公司、安永生物科技股份有限公司、晶陽能源科技股份有限公司、群越材料股份有限公司。
2015年6月15日，運動行銷部經理王宸浩在「台灣職業棒球發展座談會」上表示，預計會在2017年實現進軍中華職棒的計畫。
2016年，投資設立宜蘭安永樂活股份有限公司。
2018年，旗下轉投資的生鮮通路品牌安永鮮物健康超市引進A.A.三星無添加認證制度，並有大幅展業計畫。
2021年，投資4.4億元取得光宇工程78.6%股權。
2024年，與日本石英供應商信越石英，合資成立「崇越石英」

## 業務領域
- 半導體
- LCD
- LED
- 太陽能
- 環境工程
- 電子材料

## 外部連結
- TSC 崇越科技官方網站（繁體中文）（简体中文）（英文）
- 崇越科技股份有限公司台灣公司資料